# Newfield, Maine
Newfield är en kommun (town) i York County i Maine. Vid 2010 års folkräkning hade Newfield 1 522 invånare.

## Kända personer från Newfield
- Horace Tuttle, astronom